# Ich sehe was, was du nicht siehst
Ich sehe was, was du nicht siehst oder Ich sehe was, das du nicht siehst ist ein Kinderspiel, bei dem Teilnehmer sich abwechselnd die Aufgabe stellen, Gegenstände in der Umgebung herauszufinden, die durch einen Satz nach dem Schema „Ich sehe was, was du nicht siehst und das ist...“ beschrieben werden. Dabei kann der Gegenstand bis zum Erraten durch einen Mitspieler durch die Nennung immer weiterer Eigenschaften zunehmend genauer beschrieben werden. Der ratende Spieler darf dann meist als Nächstes einen zu erratenden Gegenstand auswählen. Das Spiel kann auch als einfache Achtsamkeitsübung angesehen und dann zum Beispiel in der Psychotherapie eingesetzt werden.
„Ich sehe was, was du nicht siehst“ ist auch als Redewendung verbreitet und wurde als Titel für verschiedene Bücher und Lieder verwendet.

## Nachweise
1. ↑  Michael Metzner: Achtsamkeit und Humor : das Immunsystem des Geistes. Schattauer, Stuttgart 2013, ISBN 978-3-7945-2936-0, S. 132.